# Werelderfgoedlijst voor documenten
De Werelderfgoedlijst voor documenten van UNESCO is een onderdeel van het Memory of the World-programma, een internationaal initiatief begonnen in 1992 om collectief geheugenverlies tegen te gaan door op te roepen tot conservatie van waardevolle archieven en bibliotheken.

## Ontstaan en geschiedenis
Tijdens de tweede vergadering van het International Advisory Committee in 1995, in Parijs, werden aanbevelingen gedaan om de Werelderfgoedlijst voor Documenten te creëren. Men besprak er de principes voor een dergelijke lijst en de basiscriteria voor de evaluatie van documenten. Op de derde vergadering, in Tasjkent, in 1997, werden de eerste documenten (in totaal 38) ingeschreven op de Lijst. Tijdens de een-na-laatste vergadering, in 2017, werden 78 documenten toegevoegd aan de Lijst. Bij de laatste vergadering zijn er 64 items bijgeschreven op het internationale Memory of the World register.

## Werelderfgoedlijst voor documenten

### Albanië
- Codex Purpureus Beratinus (2005)

### Argentinië
- Documenten van de Onderkoning van Río de la Plata (1997)
Nationaal Archief, Buenos Aires

### Armenië
- Manuscriptencollectie van het Mashtots-Matenadaran (1997)
Mashtots-onderzoeksinstituut voor oude handschriften, Jerevan

### Australië
- Endeavour Journal van James Cook (2001)
National Library of Australia, Canberra
- Mabo Case Manuscripts (2001)
National Library of Australia, Canberra

### Azerbeidzjan
- Middeleeuwse manuscripten over geneeskunde en farmacie (2005)

### Barbados
- Documentair erfgoed van slaven in de Caraïben (2003)

### België
- Zakenarchief van het Officina Plantiniana (2001)
Plantin-Moretusmuseum, Antwerpen
- Archieven van de Insolvente Boedelskamer (2009)
Stadsarchief Felixarchief, Antwerpen
- Archieven van de Universiteit Leuven (1425-1797) (2013)
KU Leuven en Rijksarchief te Leuven, Leuven
- Het Mundaneum (2013)
Archiefcentrum van de Federatie Wallonië-Brussel, Bergen

### Benin
- Koloniale archieven (1997)
National Archives, Porto Novo

### Brazilië
- Collectie van de keizer: buitenlandse en Braziliaanse fotografie in de 19e eeuw (2003)

### Chili
- Mensenrechtenarchief (2003)
- Jezuïeten van Amerika (2003)

### China
- Traditionele Muziek Geluidsarchieven (1997)
Music Research Institute, Chinese Academy of Arts, Beijing
- Stukken van het secretariaat van de Qing's (1999)
First Historical Archives of China, Palace Museum, Beijing
- Oude Nakhi Dongba Literatuur manuscripten (2003)
- Gouden Lijsten van de Qing Dynastie Keizerlijke onderzoek (2005)

### Colombia
- Negros y Esclavos Archieven (2005)

### Cuba
- José Martí Pérez Fonds (2005)

### Curaçao
- Catecismo Corticu (2009)

### Denemarken
- Archieven van de Deense overzeese handelscompagnieën (1997)
Deens nationaal archief, Kopenhagen
- Linné-collectie (1997)
Deense nationale bibliotheek van natuurwetenschappen en geneeskunst, Kopenhagen
- Manuscripten en correspondentie van Hans Christian Andersen (1997)
Handschriftenafdeling, Det Kongelige Bibliotek, Kopenhagen
- Søren Kierkegaard Archieven (1997)

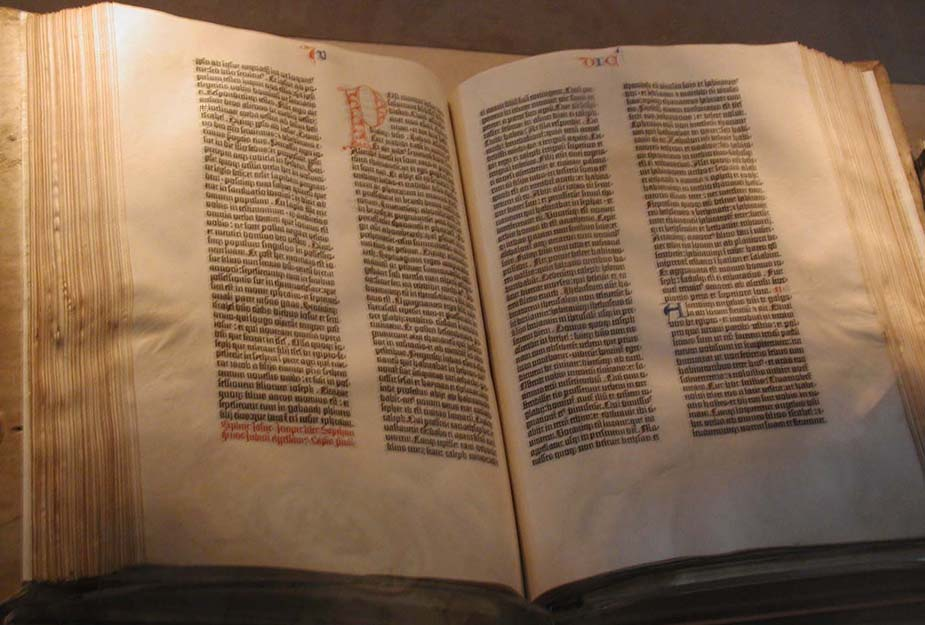
De Gutenberg-Bijbel van het Library of Congress

Handschriftenafdeling, Det Kongelige Bibliotek, Kopenhagen

### Duitsland
- Vroege cilinderopnamen van de muziektradities van de wereld (1893-1952) in het Berlin Phonogramm-Archiv (1999)
Phonogrammarchiv, Museum of Ethnology, Berlijn
- Symfonie nº 9 in d, op. 125 van Ludwig van Beethoven (2001)
Staatsbibliothek zu Berlin
- Literaire erfenis van Goethe (2001)
Goethe-Schiller-Archiv, Weimar
- 42-regelige Gutenbergbijbel (2001)
Niedersächsische Staats- und Universitätsbibliothek, Göttingen
- Metropolis film (2001)
Friedrich Wilhelm Murnau Foundation, Wiesbaden
- Geïllumineerde manuscripten van de Ottoonse periode gemaakt in het klooster van Reichenau (2003)
- Kinder- und Hausmärchen (2005)
- Nibelungenlied (2009)
- archief International Tracing Service (2013)

### Egypte
- Mémoire du Canal de Suez (1997)
Bureau Culturel, Ambassade de la République Arabe d’Egypte, Parijs
- Deeds of Sultans and Princes (2005)

### Ethiopië
- Treasures from National Archives and Library Organizations (1997)
National Archives and Library, Addis Ababa

### Filipijnen
- Philippine Paleographs (Hanunoo, Buid, Tagbanua and Pala'wan) (1999)
National Museum, Manilla
- Radio-uitzending van de People Power Revolutie (2003)

### Finland
- A.E. Nordenskiöldcollectie (1997)
Universiteitsbibliotheek, Helsinki
- Radziwiłł-archief en collectie van de bibliotheek van Njasvizj (2009)
Nationale Bibliotheek van Finland, Helsinki
Gedeeld erfgoed met Litouwen, Oekraïne, Polen, Rusland en Wit-Rusland
- Archief van het Skolt-Samische dorp Suonjel Suenjel (2015)

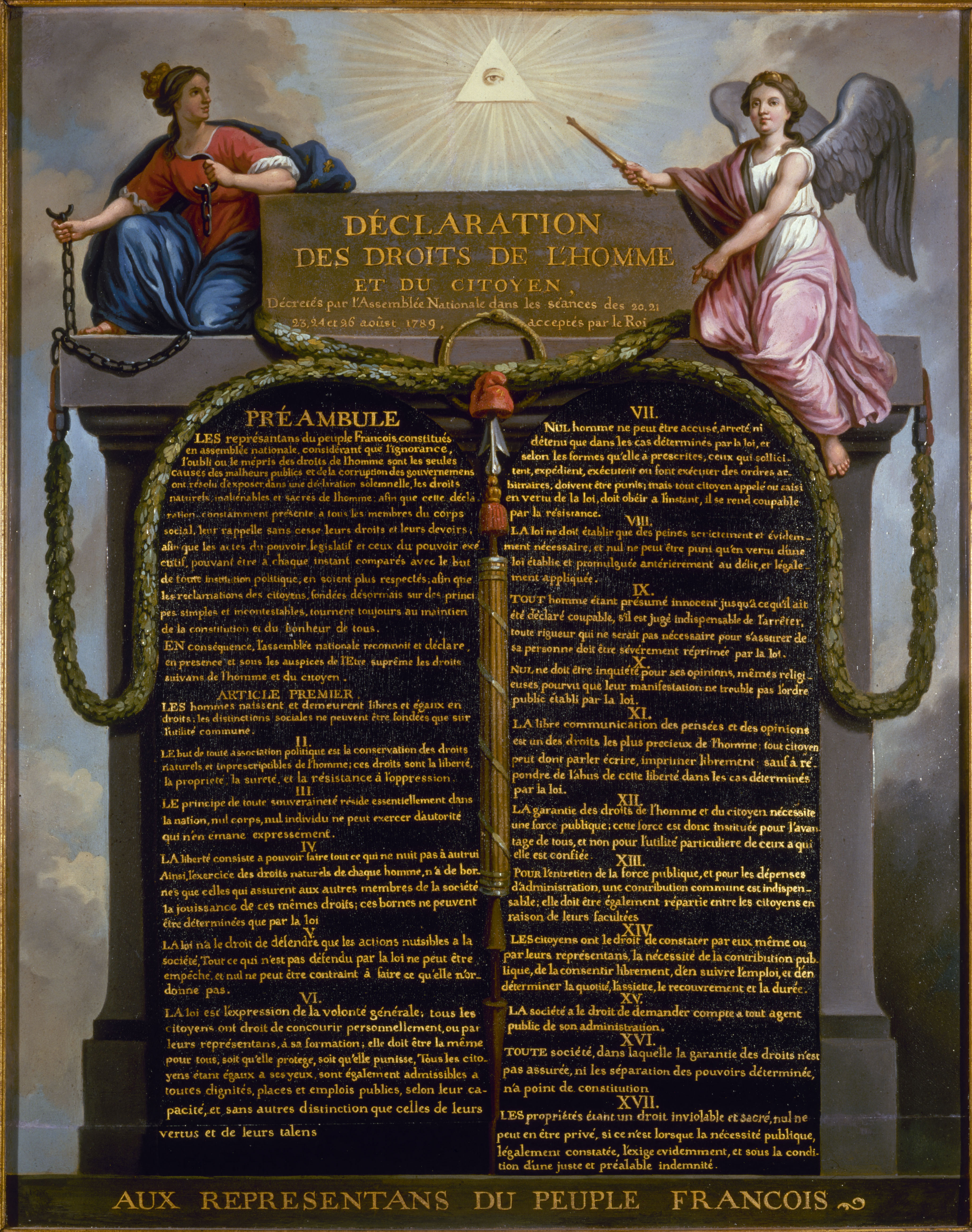
Declaratie van de rechten van de mens en de burger

Nationaal Archief van Finland, Inari

### Frankrijk
- Verklaring van de rechten van de mens en de burger (1789-1791) (2003)
- Toespraak van generaal De Gaulle op 18 juni 1940 (2005)
- Lumière films (2005)
- Invoering van het metrisch systeem in 1790-1837 (2005)
- Tapijt van Bayeux (2007)
- Bibliotheek van Beatus Rhenanus (2011)
Humanistische Bibliotheek, Sélestat

### Hongarije
- Kálmán Tihanyi's 1926 Patent Applicatie "Radioskop" (2001)
National Archives of Hungary, Budapest
- Bibliotheca Corviniana-collectie (2005)

### India
- I.A.S. Tamil Medische Manuscriptencollectie (1997)
Institute of Asian Studies, Tamil Nadu
- Saiva Manuscripts in Pondicherry (2005)

### Israël
- Getuigenisbladencollectie Yad Vashem (2013)
Jeruzalem

### Italië
- De Malatesta Novello-bibliotheek (2005)
Biblioteca Malatestiana, Cesena

### Kazachstan
- Collectie van manuscripten van Khoja Ahmed Yasawi (2003)
- Audiovisuele documenten van de internationale antinucleaire beweging “Nevada-Semipalatinsk” (2005)

### Korea
- Annalen van de Joseondynastie (1997)
- Archieven van het Bloedbad van Gwangju (2011)
- Jikji, het tweede deel van "Anthology of Great Buddhist Priests' Zen Teachings" (2001)
Bibliothèque nationale de France, Parijs
- Dongeuibogam: Principes en Praktijk van Oosterse Medicijn (2009)
- Houtblokken van Tripitaka Koreana en diverse boeddhistische geschriften (2007)
- Hunmin Chongum manuscript (1997)
Gansong Art Museum, Seoul
- Ilseongnok: Notities van Dagelijkse Reflecties (2011)
- Seungjeongwon Ilgi, de Dagboeken van het Koninklijke Secretariaat (2001)
Gyujanggak Bibliotheek en Seoul National University, Seoul
- Uigwe: De Koninklijke Protocollen van de Joseondynastie (2007)

### Letland
- Dainu skapis - Kabinet van volksmuziek (2001)
Archives of Latvian Folklore, Riga

### Litouwen
- Radziwiłł-archief en collectie van de bibliotheek van Njasvizj (2009)
Staatshistorisch Archief van Litouwen, Vilnius
Gedeeld erfgoed met Finland, Oekraïne, Polen, Rusland en Wit-Rusland

### Libanon
- Commemorative stela of Nahr el-Kalb, Mount Lebanon (2005)
- Het Fenicisch alfabet (2005)

### Luxemburg
- The Family of Man (2003)

### Maleisië
- Correspondence of the late Sultan of Kedah (1882-1943) (2001)
National Archives of Malaysia, Alor Setar
- Hikayat Hang Tuah (2001)
National Library of Malaysia, Kuala Lumpur
- Sejarah Melayu (the Malay Annals) (2001)
Institute of Language and Literature, Kuala Lumpur

### Mauritius
- Records of the French Occupation of Mauritius (1997)
Mauritius Archives, Petite Rivière, Port Louis

### Mexico
- Collectie van Mexicaanse Codices (1997)
National Library of Anthropology and History, Mexico-Stad
- Codices van de Oaxaca vallei (1997)
National Archives, Mexico-Stad
- Codex Techaloyan uit Cuajimalpaz (1997)
National Archives, Mexico-Stad
- Los olvidados film door Luis Buñuel (2003)
Filmoteca de la UNAM, Mexico
- Biblioteca Palafoxiana (2005)

### Namibië
- Letter Journals of Hendrik Witbooi (2005)

### Nederland
- La Galigo-manuscript (2011)
Universiteitsbibliotheek Leiden
- Kroniek van Diponegoro - het autobiografische manuscript van de Javaanse prins Diponegoro (1755-1855) (2013)
Universiteitsbibliotheek Leiden, KITLV-collectie.
- Archief van de Middelburgsche Commercie Compagnie (MCC) (2011)
Zeeuws Archief, Middelburg
- Ets Haim-bibliotheek – Livraria Montezinos (2003)
Portugees-Israëlietische Synagoge, Amsterdam
- Archieven van de Verenigde Oost-Indische Compagnie (2003)
Nationaal Archief, Den Haag
- Dagboek van Anne Frank (2009)
Anne Frank Huis, Amsterdam
- Collectie Jean Desmet (2011)
- Archieven van de West-Indische Compagnie (2011)[2]
- Manifest van de Communistische Partij en eerste deel van Marx' persoonlijke exemplaar van Het Kapitaal (2013)
- Het Utrechts Psalter, een geïllumineerd handschrift uit de negende eeuw (2015)
Universiteitsbibliotheek Utrecht
- The Language Archive, audio- en video-opnames en teksten van en over (bedreigde) talen (2015)
Max Planck Instituut voor Psycholinguïstiek, Nijmegen
- Filosofische nalatenschap van Ludwig Wittgenstein (2017), Noord-Hollands Archief Haarlem
- Westerborkfilm, filmopnames deportatiekamp (2017)
Nederlands Instituut voor Beeld en Geluid, Hilversum
- Archief van Aletta Jacobs (2017)[3]
Atria, Amsterdam
- Amsterdams Notarieel Archief (2017)[4]
- Panji-manuscripten (2017)[5]
Universiteitsbibliotheek Leiden
- De Digitale Stad (2023)[6] 
Waag Futurelab, Amsterdam Museum, Nederlands Instituut voor Beeld en Geluid, Koninklijke Bibliotheek
- Erasmus Collectie Rotterdam (2023)[7] 
Bibliotheek Rotterdam
- Hikayat Aceh (2023)[8]
Universiteitsbibliotheek Leiden
- Ferdinandi Oliveri de Sancta Columba: Viagem de Fernao de Magalhaes; de eerste reis rond de wereld van Ferdinand Magellaan (2023)[9]
Arquivo Nacional da Torre do Tombo (Portugal), Archivo General de Indias (Spanje), Yale University Library (Verenigde Staten) en de Universiteitsbibliotheek Leiden
- Documentair erfgoed van de tot slaaf gemaakte mensen van de Nederlandse Caraïben en hun nazaten (2023)[10]
Nationaal Archief Suriname, Nationaal Archief Curaçao, National Archaeological Anthropological Memory Management (Curaçao), de overheid van Sint Maarten, het Nationaal Archief Nederland en Aruba[11].
- Graduale van Johannes van Deventer, rond 1500 vervaardigd in en voor het Kruisherenklooster te Sint Agatha. (2023)[12]
- De Kartini Brieven en Archieven: de strijd voor gendergelijkheid, de Universiteitsbibliotheek Leiden, het Nationaal Archief Nederland en het Nationaal Archief Indonesië (2025)[13]
- De grootformaat 68mm films van de Mutoscope & Biograph Company, Eye Filmmuseum (Amsterdam), het British Film Institute , het Museum of Modern Art, de Cinémathèque Française en het Centre National du Cinéma et de l'image animée (2025)[14]
- De Delta Archieven, Zeeuws Archief (2025)[15]

### Nieuw-Zeeland
- Verdrag van Waitangi (1997)
Archives, Wellington
- The 1893 Women's Suffrage Petition (1997)
Archives, Wellington

### Noorwegen
- Het lepra-archief van Bergen (2001)
Stadsarchief en Regionaal Staatsarchief van Bergen, Bergen
- Henrik Ibsen: Een poppenhuis (2001)
Nationale Bibliotheek van Noorwegen, Oslo
- Roald Amundsens Zuidpoolexpeditie (1910-1912) (2005)
Noors Filminstituut, Oslo
- Thor Heyerdahlarchief (2011)
Kon-Tiki Museum, Oslo & Nationale Bibliotheek van Noorwegen, Oslo
- Sophus Tromholtcollectie (2013)
Universiteit van Bergen, Bergen
- De Castbergiaanse kinderwetten van 1915 (2017)
Archief van de Storting, Oslo

### Oekraïne
- Collection of Jewish Musical Folklore (1912-1947) (2005)
- Radziwiłł-archief en collectie van de bibliotheek van Njasvizj (2009)
Centraal Staatshistorisch Archief van Oekraïne, Kiev
Gedeeld erfgoed met Finland, Litouwen, Polen, Rusland en Wit-Rusland

### Oezbekistan
- Holy Koran Mushaf of Othman (1997)
The Muslim Board of Uzbekistan, Tashkent
- Collection of the Al-Biruni Institute of Oriental Studies (1997)
Academy of Sciences, Tashkent

### Oostenrijk
- Vienna Dioscurides (1997)
Österreichische Nationalbibliothek, Wenen
- Slotakte van het Congres van Wenen (1997)
Oostenrijks staatsarchief, Wenen
- Historical Collections (1899-1950) (1999)
Phonogrammarchiv, Austrian Academy of Sciences, Wenen
- Papyrus Erzherzog Rainer (2001)
Österreichische Nationalbibliothek, Wenen
- Schubert-collectie (2001)
Bibliotheek van Wenen
- Atlas Blaeu-Van der Hem
Österreichische Nationalbibliothek (2003)
- Brahms-collectie (2005)
- Collectie van Gotische architectuurtekeningen (2005)
- Filosofische nalatenschap van Ludwig Wittgenstein
Österreichische Nationalbibliothek

### Pakistan
- Documenten van Mohammed Ali Jinnah (1999)
Nationaal archief, Islamabad

### Polen
- Nicolaas Copernicus' boek "De revolutionibus orbium coelestium" (1999)
Jagiellonische Bibliotheek, Jagiellonische Universiteit, Kraków
- Archieven van het Getto van Warschau (Archieven van Emanuel Ringelblum) (1999)
Jewish Historical Research Institute, Warschau
- De meesterwerken van Frédéric Chopin (1999)
The Fryderyk Chopin Society, Warschau
- De algemene Warschau-Confederatie (2003)
- 21 eisen van MKS, Gdańsk, augustus 1980. De geboorte van de vakbond Solidarność (2003)
- Radziwiłł-archief en collectie van de bibliotheek van Njasvizj (2009)
Centraal Archief voor Historische Werken (Archiwum Główne Akt Dawnych w Warszawie (AGAD)), Warschau
Gedeeld erfgoed met Finland, Litouwen, Oekraïne, Rusland en Wit-Rusland

### Portugal
- De brief van Pêro Vaz de Caminha, 1500. (2005)
- De eerste reis om de wereld van Fernãõ de Magalhães en Juan Sebastián Elcano 1519-1522 (2023)[16] Arquivo Nacional da Torre do Tombo in Portugal, Archivo General de Indias in Spanje, Yale University Library in de Verenigde Staten en de Universiteitsbibliotheek Leiden

### Rusland
- Archangel-evangelie van 1092 (1997)
Russische Staatsbibliotheek, Moskou
- Khitrovo-evangelie (1997)
Russische Staatsbibliotheek, Moskou
- Slavische publicaties uit de 15e eeuw in cyrillisch schrift (1997)
Russische Staatsbibliotheek, Moskou
- Krantencollecties (1997)
Russische Staatsbibliotheek, Moskou
- Maps of the Russian empire and its collection of the 18th century (1997)
Russische Staatsbibliotheek, Moskou
- Russian posters of the end of the 19th and early 20th centuries (1997)
Russische Staatsbibliotheek, Moskou
- Historische verzamelingen (1889-1955) van het St. Petersburg Phonogram-archief (2001)
Instituut voor Russische Literatuur en Russische Academie van Wetenschappen, Sint-Petersburg
- Radziwiłł-archief en collectie van de bibliotheek van Njasvizj (2009)
Bibliotheek van de Russische Academie van Wetenschappen, Sint-Petersburg
Wetenschapsbibliotheek van de Staatsuniversiteit van Moskou, Moskou
Gedeeld erfgoed met Finland, Litouwen, Oekraïne, Polen en Wit-Rusland

### Saoedi-Arabië
- Vroegste islamitische Koefische inscriptie (2003)

### Senegal
- Frans-West-Afrika (AOF) (1997)
Nationaal Archief, Dakar

### Servië
- Nikola Tesla's archief (2003)
- Miroslav-evangelie – Handschrift uit 1180 (2005)

### Sint Maarten
- Route/Root to Freedom: A case study of how enslaved Africans gained their freedom on the dual national island of Sint Maarten/Saint Martin (2017)

### Slowakije
- Illuminated Codices from the Library of the Bratislava Chapter House (1997)
Nationaal archief, Bratislava
- Verzameling van Bašagić van islamitische manuscripten (1997)
Universiteitsbibliotheek, Bratislava

### Tadzjikistan
- De verzamelde dichtwerken van Nezam ed-Din Ubeidollah Zakani (Perzisch: خواجه نظام‌الدین عبیدالله زاکانی) (2003)
- De sonnetten (gazaliat) van Hafez (Perzisch: حافظ) uit de 14e eeuw (2003)

### Tanzania
- Archieven van Duits-Oost-Afrika
Nationaal Archief van Tanzania, Dar es Salaam (2003)
- Verzameling van Arabische manuscripten en boeken (2003)

### Thailand
- Inscriptie van koning Ramkhamhaeng de Grote (2003)

### Trinidad en Tobago
- Werken van Derek Walcott (1997)
Centrale bibliotheek van de Universiteit van West-Indië, St. Augustine (Trinidad)
- Bibliotheek en archief van Eric Williams (1999)
Centrale bibliotheek van de Universiteit van West-Indië, St. Augustine (Trinidad)
- Werken van Cyril Lionel Robert James (2005)

### Turkije
- Het koninklijk archief van Hattusa in spijkerschrifttafels (2001)
Archeologisch museum van Istanboel en Museum van Anatolische beschavingen in Ankara
- Archief van het Turkse geologische instituut Kandilli (2001)
Universiteit van Bogaziçi, Istanboel
- Werken van Avicenna
Bibliotheek van de Soleiman-moskee in Istanboel (2003)

### Uruguay
- Oorspronkelijke geluidsopnamen (1913-1935) van Carlos Gardel
Verzameling van Horacio Loriente (2003)

### Venezuela
- Werken van Simón Bolívar (1997)
Nationale Archieven, Caracas
- Verzameling van Latijns-Amerikaanse fotografie van de 19e eeuw (1997)
Nationale Bibliotheek van Venezuela, Caracas

### Verenigd Koninkrijk
- Origineel exemplaar van de film The Battle of the Somme (2005)
Imperial War Museum, Londen
- Magna Carta (2009)
British Library, Londen

### Verenigde Staten
- Universalis cosmographia secundum Ptholomaei traditionem et Americi Vespucii aliorumque Lustrationes door Martin Waldseemüller (2005)
Library of Congress, Washington D.C.

### Wit-Rusland
- Radziwiłł-archief en collectie van de bibliotheek van Njasvizj (2009)
Nationaal Historisch Archief van Wit-Rusland, Minsk
Centrale Wetenschapsbibliotheek van de Nationale Academie van Wetenschappen van Wit-Rusland, Minsk
Nationale Bibliotheek van Wit-Rusland, Minsk
Presidentiële Bibliotheek van de Republiek Wit-Rusland, Minsk
Gedeeld erfgoed met Finland, Litouwen, Oekraïne, Polen en Rusland

### Zuid-Afrika
- De Bleek- of Grey-verzameling van middeleeuwse manuscripten (1997)
Nationale Bibliotheek van Zuid-Afrika, Kaapstad

### Zweden
- Astrid Lindgren-archief (2005)
Koninklijke Bibliotheek, Stockholm
- Emanuel Swedenborg-collectie (2005)
Koninklijke Academie der Wetenschappen, Stockholm
- Ingmar Bergman-archief (2007)
Zweeds Filminstituut, Stockholm
- Familiearchief van Alfred Nobel (2007)
Regionaal Archief, Lund & Nationaal Archief, Stockholm
- Codex Argenteus (2011)
Universiteitsbibliotheek, Uppsala